# Syngnathus scovelli
Syngnathus scovelli es una especie de pez de la familia Syngnathidae en el orden de los Syngnathiformes.

## Morfología
Los machos pueden alcanzar 18,3 cm de longitud total.

## Reproducción
Es ovovivíparo y el macho transporta los huevos en una bolsa ventral, la cual se encuentra debajo de la cola.

## Hábitat
Es un pez demersal de clima tropical  que vive hasta 6 m de profundidad.

## Distribución geográfica
Se encuentra desde el noreste de Florida y el norte del Golfo de México hasta el Mar Caribe sudamericano. Está ausente de las Indias Occidentales.